# Georgeta Pale Valentino
Georgeta Pale Valentino (n. 1 mai 1957) a fost un deputat român în legislatura 1990-1992 în perioada 18 iunie 1990 - 13 septembrie 1990, ales în județul Prahova pe listele partidului Ecologist-SD. Deputata Georgeta Pale Valentino a demisionat și a fost înlocuită de către deputata Tatiana Grigorescu.